# Marguerite (film)
Marguerite je francouzsko-česko-belgické komediální drama z roku 2015, které režíroval Xavier Giannoli podle vlastního scénáře. Snímek měl světovou premiéru na filmovém festivalu v Benátkách dne 4. září 2015. Film má obdobný námět jako snímek Božská Florence z roku 2016.

## Děj
V Paříži ve 20. letech 20. století žije Marguerite, stárnoucí aristokratka s vášní pro hudbu. Přesvědčena o svém pěveckém talentu, ráda zpívá doma před svými přáteli, ale zpívá velmi falešně a přátelé ani manžel se jí neodváží říct pravdu. Jednoho dne se rozhodne zpívat v opeře před skutečným publikem, a tak si jako učitele zpěvu najme operního pěvce Atose Pezziniho.

## Obsazení
| Catherine Frot   | Marguerite Dumont   |
| André Marcon     | Georges Dumont      |
| Denis Mpunga     | Madelbos            |
| Michel Fau       | Atos Pezzini / Divo |
| Christa Theret   | Hazel Klein         |
| Sylvain Dieuaide | Lucien Beaumont     |
| Aubert Fenoy     | Kyrill von Priest   |
| Théo Cholbi      | Diego               |
| Sophie Leboutte  | Félicité La Barbue  |
| Astrid Whettnall | Françoise Bellaire  |
| Jean-Yves Tual   | pan Taupe           |
| Vincent Schmitt  | lékař v nemocnici   |

## Ocenění
- Lumières: nejlepší herečka (Catherine Frot); nominace v kategoriích nejlepší film, nejlepší režie, (Xavier Giannoli), nejlepší scénář (Xavier Giannoli)
- César: nejlepší herečka (Catherine Frot), nejlepší výprava (Martin Kurel), nejlepší kostýmy (Pierre-Jean Larroque), nejlepší zvuk (François Musy a Gabriel Hafner)
- Filmový festival v Benátkách: Cena Padre Nazareno Taddei
- cena Magritte: nominace na nejlepší zahraniční film v koprodukci